# Barbiche
Pour les articles homonymes, voir Bouc (homonymie).

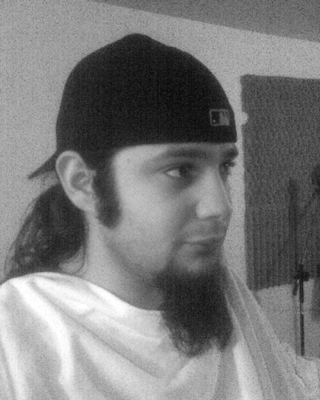
Un exemple de barbiche.

La barbiche ou bouc est une barbe ou petite barbe constituée exclusivement d'une touffe de poil sur le menton. Lorsque la barbiche est courte, on parle de barbichette.
Lorsque la touffe de poils est réservée juste sous la lèvre inférieure, elle est appelée mouche.

## Historique

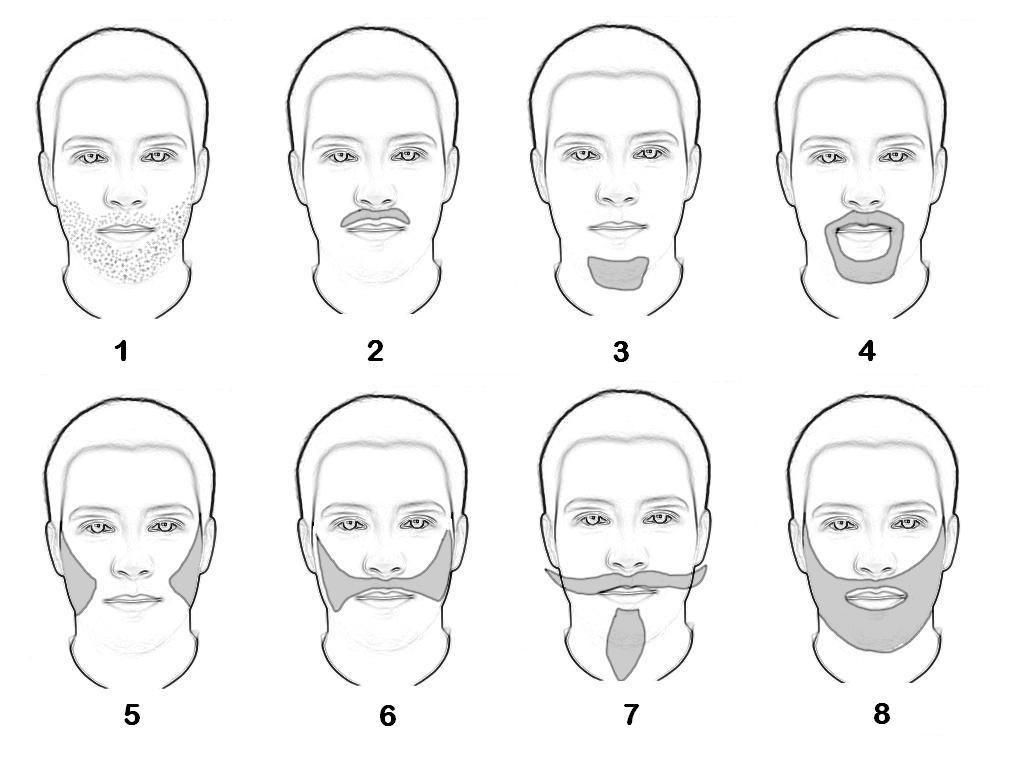
1 : la barbe de trois jours, 2 : la moustache, 3 : la barbiche, 4 : le bouc, 5 : les favoris, 6 : Souvarov, 7 : Impériale, 8 : Complète.

Adoptée par les officiers de la maison royale de Louis XIII, la mouche est alors dénommée la Royale. La même mode, sous Napoléon III, se nomme l'Impériale. Tombée en désuétude, la barbiche a connu une renaissance dans les années 1990 avec l'apparition d'une variante avec une moustache intégrée, le bouc[réf. nécessaire], qui a été popularisée par les chanteurs comme Johnny Hallyday, Pascal Obispo, Florent Pagny, acteurs comme Brad Pitt, Will Smith. Le bouc peut également être porté sans moustache dans différentes variantes, en ligne, en mouchet ou encore en ancre. Le mot « bouc » vient sûrement de la touffe de poil visible sur le menton du bouc adulte.
Le jeu de la barbichette est un jeu d'enfants dans lequel les deux adversaires se tiennent par le menton, récitent une comptine (« Je te tiens, tu me tiens par la barbichette, le premier de nous deux qui rira aura une tapette ») et doivent se retenir de rire tout en se regardant dans les yeux.
Dans l'Égypte antique, la barbe postiche des pharaons et des dieux anthropomorphes ressemblait à une longue barbiche (respectivement droite ou recourbée).

## Styles
- Mousquetaire : une petite barbichette pointue avec une fine moustache à l'anglaise, comme celle portée par les mousquetaires français.
- En ligne : ligne de poils très fine, partant de la lèvre inférieure au menton.
- En mouchet : pas tout à fait un bouc, mais y ressemblant de par sa structure, commence sous la lèvre inférieure et se termine dans le creux du menton.
- Ancre de bateau : en forme d'ancre de bateau, débute sous la lèvre pour terminer aux extrémités du menton.
- Van Dyck : une barbiche et une moustache aux extrémités retournées vers le haut, comme celle portée par le peintre flamand du XVIIe siècle, Anthony Van Dyck. Dans l'usage courant, une « Van Dyck » peut regrouper n'importe quelle combinaison de moustache et de barbiche[réf. nécessaire].

## Célébrités portant une barbiche
- Steven Seagal
- Jordan Rudess, le claviériste du groupe de metal progressif Dream Theater porte une barbiche blanche, célèbre parmi ses fans[2].
- Le saxophoniste Sonny Rollins a souvent porté une barbiche[3].
- Le dirigeant est-allemand Walter Ulbricht, qui fut surnommé « Barbichette »[4],[5].
- Le contrebassiste de Jazz Charles Mingus[6].
- Le bassiste Shavo Odadjian du groupe de métal alternatif System Of a Down.
- Le pianiste Bobby Timmons[7].
- Le président américain Abraham Lincoln[8].
- Le chanteur La Fouine (rappeur).
- Le guitariste Scott Ian du groupe de thrash metal Anthrax.
- Le chanteur Florent Pagny.
- Johnny Hallyday de fin 1997 à sa mort le 5 décembre 2017.
- Le compositeur et pianiste français Erik Satie.
- Le batteur Donald Tardy du groupe de Death metal Obituary.
- Le professeur Tournesol.
- L'acteur américain Sylvester Stallone.
- Al Pacino
- Ice-T